# Torus Games
 (avril 2020).
Si vous disposez d'ouvrages ou d'articles de référence ou si vous connaissez des sites web de qualité traitant du thème abordé ici, merci de compléter l'article en donnant les références utiles à sa vérifiabilité et en les liant à la section « Notes et références ».
Torus Games est un studio de développement de jeux vidéo australien fondé en 1994. L'entreprise a développé plus de cent jeux.

## Ludographie
Nintendo Switch 
Paw Patrol On A Roll (2018)
PlayStation 3
- Dragons 2 (Little Orbit) (2014)
- Falling Skies (Little Orbit) (2014)
- Les Cinq Légendes (D3 Publisher of America) (2012)

Xbox 360
- Dragons 2 (Little Orbit) (2014)
- Falling Skies (Little Orbit) (2014)
- Les Cinq Légendes (D3 Publisher of America) (2012)
- Monster Jam (Activision) (2007)

Wii U
- Les Pingouins de Madagascar (Little Orbit) (2014)
- Dragons 2 (Little Orbit) (2014)
- Falling Skies (Little Orbit) (2014)
- Dragons 2 (Little Orbit) (2014)
- Barbie: Dreamhouse Party (Little Orbit) (2013)
- Les Croods : Fête Préhistorique (D3 Publisher of America) (2013)
- Les Cinq Légendes (D3 Publisher of America) (2012)

Wii
- Les Pingouins de Madagascar (Little Orbit) (2014)
- Dragons 2 (Little Orbit) (2014)
- Barbie: Dreamhouse Party (Little Orbit) (2013)
- Combo Pack: The Croods: Prehistoric Party and Rise of the Guardians (D3 Publisher of America) (2013)
- Turbo: Super Stunt Squad (D3 Publisher of America) (2013)
- Les Croods : Fête Préhistorique (D3 Publisher of America) (2013)
- Les Cinq Légendes (D3 Publisher of America) (2012)
- Bigfoot: King of Crush (Zoo Entertainment) (2011)
- Stunt Flyer: Hero of the Skies (Just A Game GmbH) (2011)
- Scooby-Doo ! Panique dans la marmite (Warner Bros. Interactive) (2010)
- Kid Adventures: Sky Captain (D3 Publisher of America) (2010)
- Scooby-Doo! Opération Chocottes (Warner Bros. Interactive) (2009)
- Monster Jam: Urban Assault (Activision) (2008)
- Zoo Hospital (Majesco) (2008)
- Monster Jam (Activision) (2007)
- Indianapolis 500 Legends (Destineer) (2007)

Nintendo 3DS
- Les Pingouins de Madagascar (Little Orbit) (2014)
- Dragons 2 (Little Orbit) (2014)
- Barbie: Dreamhouse Party (Little Orbit) (2013)
- Combo Pack: The Croods: Prehistoric Party and Madagascar 3 (D3 Publisher of America) (2013)
- Turbo: Super Stunt Squad (D3 Publisher of America) (2013)
- Les Croods : Fête Préhistorique (D3 Publisher of America) (2013)
- Les Cinq Légendes (D3 Publisher of America) (2012)
- Madagascar 3 : Bons baisers d'Europe (D3 Publisher of America) (2012)
- Paw Patrol On A Roll (2018)

Nintendo DS
- Monster High: 13 Wishes (Little Orbit) (2013)
- Barbie: Dreamhouse Party (Little Orbit) (2013)
- Combo Pack: The Croods: Prehistoric Party and Madagascar 3 (D3 Publisher of America) (2013)
- Turbo: Super Stunt Squad (D3 Publisher of America) (2013)
- Les Croods : Fête Préhistorique (D3 Publisher of America) (2013)
- Les Cinq Légendes (D3 Publisher of America) (2012)
- Madagascar 3 : Bons baisers d'Europe (D3 Publisher of America) (2012)
- Scooby-Doo ! Panique dans la marmite (Warner Bros. Interactive) (2010)
- Scooby-Doo! Opération Chocottes (Warner Bros. Interactive) (2009)
- Crystal Mines (Home Entertainment Suppliers) (2009)
- Backyard Football 2009 (Atari) (2008)
- Monster Jam: Urban Assault (Activision) (2008)
- Zoo Hospital (Majesco) (2008)
- Backyard Football 2008 (Atari) (2007)
- Monster Jam (Activision) (2007)
- Indianapolis 500 Legends (Destineer) (2007)
- Spider-Man : Bataille pour New York (Activision) (2006)
- Shrek Smash and Crash Racing (Activision) (2006)

iOS
- Mickey's Shapes Sing-Along (Disney) (2015)
- Mickey's Magical Math World (Disney) (2015)
- Falling Skies Planetary Warfare (Little Orbit) (2014)
- Save Your Legs (RKPix) (2012)

Android
- Mickey's Super Rocket Shapes (Disney) (2015)
- Falling Skies: Planetary Warfare (Little Orbit) (2014)

PC
- Falling Skies (Little Orbit) (2014)
- Barbie: Dreamhouse Party (Little Orbit) (2013)
- Scooby-Doo ! Panique dans la marmite (Warner Bros. Interactive) (2012)
- Scooby-Doo! Opération Chocottes (Warner Bros. Interactive) (2011)
- Monster Jam (Activision) (2007)
- Le Mans 24 Hours (Atari) (2002)
- Squatter: The Classic Australian Game (HES) (1999)
- Carmageddon TDR 2000 (SCi) (2000)
- Dick Johnson V8 Challenge (HES) (1999)
- Paw Patrol On A Roll (2018)

PlayStation 2
- Scooby-Doo ! Panique dans la marmite (Warner Bros. Interactive) (2010)
- Scooby-Doo! Opération Chocottes (Warner Bros. Interactive) (2009)
- Monster Jam: Urban Assault (Activision) (2008)
- Monster Jam (Activision) (2007)
- Indianapolis 500 Legends (Destineer) (2008)
- Shrek Smash and Crash Racing (Activision) (2006)
- Classified: The Sentinel Crisis (Global Star) (2005)
- Grand Prix Challenge (Atari) (2002) - Supplied art for tracks of Silverstone (UK), Magny-Cours (France) and Montreal (Canada)

PlayStation Portable
- Monster Jam: Urban Assault (Activision) (2008)
- Shrek Smash and Crash Racing (Activision) (2006)

Xbox
- Classified: The Sentinel Crisis (Global Star) (2005)
- Grand Prix Challenge (Atari) (2002) - Supplied art for tracks of Silverstone (UK), Magny-Cours (France) and Montreal (Canada)

Nintendo GameCube
- Shrek Smash and Crash Racing (Activision) (2006)

Game Boy Advance
- Backyard Football 2007 (Atari) (2006)
- Spider-Man : Bataille pour New York (Activision) (2006)
- Shrek Smash and Crash Racing (Activision) (2006)
- Georges le petit curieux (Namco) (2006)
- Les Quatre Fantastiques : Flame On (Activision) (2005)
- Backyard Football 2006 (Atari) (2005)
- Sportsmans Pack 2 in 1 (Activision) (2005)
- Gumby vs. the Astrobots (Namco) (2005)
- Les Quatre Fantastiques (Activision) (2005)
- Dead to Rights (Namco) (2004)
- Cabelas Big Game Hunter (Activision) (2004)
- Rapala Pro Fishing (Activision) (2004)
- Ice Nine (Bam! Entertainment) (2003)
- Pitfall Harry: The Lost Expedition (Activision) (2003)
- The Invincible Iron Man (Activision) (2003)
- Backyard Football (Atari) (2003)
- Space Invaders (Activision) (2002)
- The Invincible Iron Man (Activision) (2002)
- Duke Nukem Advance (Activision) (2002)
- Doom II (Activision) (2002)
- Minority Report (Activision) (2002)
- Les Aventures de Jackie Chan : La Légende de la main noire (Activision) (2001)
- Planet of the Apes (Ubisoft) (2001)

Game Boy Color
- Planet of the Apes (Ubisoft) (2001)
- Spider-Man 2: The Sinister Six (Activision) (2001)
- Lion King: Simba's Mighty Adventure (Activision) (2000)
- NBA Hoopz (Midway) (2000)
- Max Steel - Covert Missions (Mattel Interactive) (2000)
- NBA Showtime: NBA on NBC (Midway) (1999)
- Carmageddon: TDR 2000 (SCi) (1999)
- Star Wars - Yoda Stories (THQ) (1999)
- Duke Nukem (GT Interactive) (1999)
- Hello Kitty's Cube Frenzy (NewKidCo) (1999)
- NBA Jam 99 (Acclaim Entertainment) (1999)

Game Boy
- MTV's Beavis and Butt-Head (GT Interactive) (1999)
- NBA Jam TE (Acclaim Entertainment) (1998)
- Dragon Heart (Acclaim Entertainment) (1995)
- Star Gate (Acclaim Entertainment) (1995)
- College Slam (Acclaim Entertainment) (1995)
- The Lost World: Jurassic Park (THQ) (1997)

Game Gear
- Star Gate (Acclaim Entertainment) (1995)

N-Gage
- Ashen (Nokia) (2004)
- Operation Shadow (Nokia (2004)

Série Leapfrog
Didj
- Didj Racing: Tiki Tropics (2008)

Leapster 2
- Go Diego Go! Animal Rescuer (2008)
- CARS Supercharged (2008)
- Sonic X (2008)

L-Max
- Go Diego Go! Animal Rescuer (2007)
- CARS Supercharged (2007)
- NASCAR (2006)
- Sonic X (2005)
- Counting on Zero (2005)
- Cars (2005)